# Choroba Coriego
Choroba Coriego (choroba Forbesa; glikogenoza typu III; GSD III) – rzadka choroba genetyczna, dziedziczona w sposób autosomalny recesywny, spowodowana brakiem enzymu odszczepiającego glikogen (oligo-1,4:1,4-glukozotransferaza). Niedobór ten prowadzi do nadmiernego odkładania nieprawidłowego glikogenu w mięśniach, wątrobie, a także w sercu.

## Epidemiologia
Szacuje się, że w Stanach Zjednoczonych choroba występuje z częstością 1/100 000 żywych urodzeń.

## Typy
Ze względu na rodzaj zajętego organu i demonstrowane objawy dzieli się chorobę Coriego na następujące typy:
- GSD IIIa – zajęcie mięśni i wątroby
- GSD IIIb – zajęcie tylko wątroby
- GSD IIIc i GSD IIId – rzadsze fenotypy

## Objawy
Choroba Coriego jest glikogenozą o raczej łagodnym przebiegu. Występujące objawy są raczej słabo nasilone w porównaniu do innych chorób tego typu:
- hepatomegalia
- hipoglikemia
- znaczne podwyższenie transaminaz wątrobowych
- hiperlipoproteinemia
- niewielkie włóknienie wątroby
- osłabienie siły mięśniowej
- kardiomiopatia

## Rozpoznanie
Podstawą rozpoznania choroby Coriego jest stwierdzenie niedoboru enzymu odszczepiającego glikogen (debrancher) w leukocytach izolowanych z krwi obwodowej oraz zwiększonej zawartości glikogenu w wątrobie.

## Leczenie
Leczenie polega głównie na stosowaniu diety wysokobiałkowej.